# Soendamerel
De soendamerel (Turdus javanicus) is een zangvogel uit de familie Turdidae (lijsters). Eerder werd deze vogel beschouwd als een ondersoort van de eilandmerel (T. poliocephalus).

## Verspreiding en leefgebied
De soendamerel komt voor in de bergen van de Grote Soenda-eilanden en telt zeven ondersoorten:
- T. j. seebohmi: noordelijk Borneo.
- T. j. stresemanni: oostelijk-centraal Java.
- T. j. whiteheadi: oostelijk Java.
- T. j. javanicus: centraal Java.
- T. j. fumidus: westelijk Java.
- T. j. indrapura: zuidelijk-centraal Sumatra.
- T. j. loeseri: noordelijk Sumatra.